# 22889 Donnablaney
22889 Donnablaney è un asteroide della fascia principale. Scoperto nel 1999, presenta un'orbita caratterizzata da un semiasse maggiore pari a 2,6008469 UA e da un'eccentricità di 0,1534531, inclinata di 6,73627° rispetto all'eclittica.